# 全惠英
全惠英（韓語：전혜영，1972年—），朝鲜歌手，普天堡电子乐团成员。
全惠英出生于咸镜南道的一个普通家庭。作为金正日于1985年成立的普天堡电子乐团的成员，她的蛋形短脸在青少年中颇受欢迎。

## 演唱歌曲
- 《口哨》
- 《一直在等待》
- 《金正日花》
- 《新星》
- 《统一彩虹》